# Opere di Caravaggio
La tabella successiva è un elenco dei dipinti eseguiti dall'artista italiano Caravaggio, elencati cronologicamente.

## Elenco dei dipinti
| Dipinto | Nome                                              | Anno       | Tecnica                                         | Dimensioni       | Collocazione                                          | Città                   | Note |
| ------- | ------------------------------------------------- | ---------- | ----------------------------------------------- | ---------------- | ----------------------------------------------------- | ----------------------- | --- |
| -       | Ragazzo che monda un frutto                       | 1592 circa | Olio su tela                                    | -                | Perduto                                               | -                       | Opera perduta e nota attraverso svariate copie in collezioni private inglesi, tedesche, svizzere e italiane. Tra le versioni migliori si segnalano una (olio su tela, 75,5 × 64,4 cm) nella Fondazione Roberto Longhi a Firenze e una (olio su tela, 63×53 cm) ad Hampton Court a Londra. Secondo la critica potrebbe essere la prima opera conosciuta del pittore.                                            |
|         | Bacchino malato                                   | 1593-1594  | Olio su tela                                    | 67 × 53 cm       | Galleria Borghese                                     | Roma                    | Attribuzione certa. |
|         | Fanciullo con canestro di frutta                  | 1593-1594  | Olio su tela                                    | 70 × 67 cm       | Galleria Borghese                                     | Roma                    | Attribuzione certa. |
|         | Ritratto di Maffeo Barberini                      | 1593-1594  | Olio su tela                                    | 121 × 95 cm      | Galleria Corsini                                      | Firenze                 | Attribuzione controversa. Parte della critica ritiene sia un'opera di Scipione Pulzone. |
|         | Buona ventura                                     | 1593-1595  | Olio su tela                                    | 115 × 150 cm     | Pinacoteca Capitolina                                 | Roma                    | Attribuzione certa. |
|         | I bari                                            | 1594       | Olio su tela                                    | 94 × 131 cm      | Kimbell Art Museum                                    | Fort Worth              | Attribuzione certa. |
|         | Maddalena penitente                               | 1594-1595  | Olio su tela                                    | 122,5 × 98,5 cm  | Galleria Doria Pamphilj                               | Roma                    | Attribuzione certa. |
|         | San Francesco d'Assisi in estasi                  | 1594-1595  | Olio su tela                                    | 92,5 × 128,4 cm  | Wadsworth Atheneum                                    | Hartford                | Attribuzione certa. Una copia coeva del dipinto delle medesime misure e di attribuzione controversa è ai civici musei e gallerie di storia e arte di Udine. |
|         | Ragazzo morso da un ramarro                       | 1595-1596  | Olio su tela                                    | 65,8 × 52,3 cm   | Fondazione Roberto Longhi                             | Firenze                 | Attribuzione tradizionalmente accettata. |
|         | Ragazzo morso da un ramarro                       | 1595-1596  | Olio su tela                                    | 66 × 49,5 cm     | National Gallery                                      | Londra                  | Attribuzione tradizionalmente accettata. |
|         | Suonatore di liuto                                | 1595-1596  | Olio su tela                                    | 100 × 126,5 cm   | Museo dell'Ermitage                                   | San Pietroburgo         | Attribuzione certa. |
|         | Riposo durante la fuga in Egitto                  | 1595-1596  | Olio su tela                                    | 133,5 × 166,5 cm | Galleria Doria Pamphilj                               | Roma                    | Attribuzione certa. |
|         | Canestra di frutta                                | 1596       | Olio su tela                                    | 46 × 64,5 cm     | Pinacoteca Ambrosiana                                 | Milano                  | Attribuzione certa. |
|         | Suonatore di liuto                                | 1596-1597  | Olio su tela                                    | 100 × 126,5 cm   | Metropolitan Museum of Art                            | New York                | Attribuzione certa. |
|         | Bacco                                             | 1596-1597  | Olio su tela                                    | 95 × 85 cm       | Galleria degli Uffizi                                 | Firenze                 | Attribuzione certa. |
|         | Buona ventura                                     | 1596-1597  | Olio su tela                                    | 99 × 131 cm      | Museo del Louvre                                      | Parigi                  | Attribuzione certa. |
|         | Testa di Medusa                                   | 1596-1598  | Olio su tela montato su scudo convesso in legno | 50 × 48 cm       | Collezione privata                                    | Italia                  | Attribuzione certa. Presenta la firma del pittore. |
|         | Testa di Medusa                                   | 1597 circa | Olio su tela montato su scudo convesso in legno | 60 × 55 cm       | Galleria degli Uffizi                                 | Firenze                 | Attribuzione certa. |
|         | Ritratto di Fillide Melandroni                    | 1597 circa | Olio su tela                                    | 66 × 53 cm       | Perduto                                               | -                       | Attribuzione originariamente certa. Già al Kaiser Friedrich Museum di Berlino, andò distrutto durante i bombardamenti del 1945. |
|         | Giove, Nettuno e Plutone                          | 1597 circa | Olio su muro                                    | 300 × 180 cm     | Villa Ludovisi                                        | Roma                    | Attribuzione tradizionalmente accettata. |
|         | I musici                                          | 1597       | Olio su tela                                    | 87,9 × 115,9 cm  | Metropolitan Museum of Art                            | New York                | Attribuzione certa. |
|         | Santa Caterina d'Alessandria                      | 1597       | Olio su tela                                    | 173 × 133 cm     | Museo Thyssen-Bornemisza                              | Madrid                  | Attribuzione certa. |
|         | Davide e Golia                                    | 1597-1598  | Olio su tela                                    | 116 × 91 cm      | Museo del Prado                                       | Madrid                  | Attribuzione controversa. Parte della critica ritiene che il dipinto sia opera dello Spadarino, anche alla luce del restauro eseguito nel 2023. |
|         | Narciso                                           | 1597-1599  | Olio su tela                                    | 112 × 92 cm      | Galleria nazionale d'arte antica di Palazzo Barberini | Roma                    | Attribuzione controversa. Parte della critica ritiene che il dipinto sia opera dello Spadarino. |
|         | Marta e Maria Maddalena                           | 1598 circa | Olio su tela                                    | 100 × 134 cm     | Institute of Arts                                     | Detroit                 | Attribuzione certa. |
|         | Ritratto di Maffeo Barberini                      | 1598 circa | Olio su tela                                    | 124 × 90 cm      | Galleria nazionale d'arte antica di Palazzo Barberini | Roma                    | Attribuzione controversa. |
|         | Vocazione di san Matteo                           | 1599-1600  | Olio su tela                                    | 322 × 340 cm     | Chiesa di San Luigi dei Francesi                      | Roma                    | Attribuzione certa. |
|         | Martirio di san Matteo                            | 1599-1600  | Olio su tela                                    | 323 × 343 cm     | Chiesa di San Luigi dei Francesi                      | Roma                    | Attribuzione certa. |
|         | Natività con i santi Lorenzo e Francesco d'Assisi | 1600       | Olio su tela                                    | 268 × 197 cm     | Perduto                                               | -                       | Attribuzione originariamente certa. Già nell'oratorio di San Lorenzo a Palermo, fu trafugato nel 1969 e da allora se ne persero le tracce. Secondo l'Antimafia l'opera non andò distrutta come si credeva, bensì fu divisa in pezzi e portata all'estero. L'opera è sostituita nella sua ubicazione originaria da una riproduzione digitale ad alta definizione.                                               |
|         | Conversione di san Paolo                          | 1600-1601  | Olio su tavola di cipresso                      | 237 × 189 cm     | Collezione di palazzo Odescalchi                      | Roma                    | Attribuzione certa. Prima versione del soggetto realizzato per la basilica di Santa Maria del Popolo a Roma. |
|         | Conversione di san Paolo                          | 1600-1601  | Olio su tela                                    | 230 × 175 cm     | Basilica di Santa Maria del Popolo                    | Roma                    | Attribuzione certa. Seconda versione del dipinto precedente. |
|         | Crocifissione di san Pietro                       | 1600-1601  | Olio su tela                                    | 230 × 175 cm     | Basilica di Santa Maria del Popolo                    | Roma                    | Attribuzione certa. |
|         | Incredulità di san Tommaso                        | 1600-1601  | Olio su tela                                    | 107 × 146 cm     | Palazzo di Sanssouci                                  | Potsdam                 | Attribuzione certa. |
|         | Cena in Emmaus                                    | 1601       | Olio su tela                                    | 139 × 195 cm     | National Gallery                                      | Londra                  | Attribuzione certa. |
|         | Sacrificio di Isacco                              | 1602       | Olio su tela                                    | 104 × 135 cm     | Galleria degli Uffizi                                 | Firenze                 | Attribuzione certa. |
|         | Giuditta e Oloferne                               | 1602       | Olio su tela                                    | 145 × 195 cm     | Galleria nazionale d'arte antica di Palazzo Barberini | Roma                    | Attribuzione certa. |
|         | San Matteo e l'angelo                             | 1602       | Olio su tela                                    | 295 × 195 cm     | Perduto                                               | -                       | Attribuzione originariamente certa. Prima versione del soggetto realizzato per la chiesa di San Luigi dei Francesi a Roma. Già al Kaiser Friedrich Museum di Berlino, andò distrutto durante i bombardamenti del 1945. |
|         | San Matteo e l'angelo                             | 1602       | Olio su tela                                    | 295 × 195 cm     | Chiesa di San Luigi dei Francesi                      | Roma                    | Attribuzione certa. Seconda versione del dipinto precedente. |
|         | San Giovanni Battista                             | 1602       | Olio su tela                                    | 129 × 94 cm      | Pinacoteca Capitolina                                 | Roma                    | Attribuzione certa. |
|         | San Giovanni Battista                             | 1602       | Olio su tela                                    | 129 × 94 cm      | Galleria Doria Pamphilj                               | Roma                    | Replica del dipinto precedente di attribuzione tradizionalmente accettata. |
|         | Cattura di Cristo                                 | 1602       | Olio su tela                                    | 133,5 × 169,5 cm | Galleria nazionale d'Irlanda                          | Dublino                 | Attribuzione tradizionalmente accettata. |
|         | Cattura di Cristo                                 | 1602       | Olio su tela                                    | 142 × 218,5 cm   | Collezione privata                                    | Roma                    | Attribuzione tradizionalmente accettata. |
|         | Amor Vincit Omnia                                 | 1602-1603  | Olio su tela                                    | 156 × 113 cm     | Gemäldegalerie                                        | Berlino                 | Attribuzione certa. |
|         | Incoronazione di spine                            | 1602-1603  | Olio su tela                                    | 125 × 178 cm     | Galleria di palazzo degli Alberti                     | Prato                   | Attribuzione controversa. |
|         | Deposizione di Cristo                             | 1602-1604  | Olio su tela                                    | 300 × 203 cm     | Pinacoteca vaticana                                   | Città del Vaticano      | Attribuzione certa. |
|         | Incoronazione di spine                            | 1603-1604  | Olio su tela                                    | 127 × 165 cm     | Kunsthistorisches Museum                              | Vienna                  | Attribuzione certa. |
|         | San Giovanni Battista                             | 1604 circa | Olio su tela                                    | 94 × 131 cm      | Galleria nazionale d'arte antica di palazzo Corsini   | Roma                    | Attribuzione certa. |
|         | San Giovanni Battista                             | 1604       | Olio su tela                                    | 172,5 × 104,5 cm | Museo Nelson-Atkins                                   | Kansas City             | Attribuzione certa. |
|         | Morte della Vergine                               | 1604       | Olio su tela                                    | 369 × 245 cm     | Museo del Louvre                                      | Parigi                  | Attribuzione certa. |
|         | Madonna dei Pellegrini                            | 1604-1606  | Olio su tela                                    | 260 × 150 cm     | Basilica di Sant'Agostino in Campo Marzio             | Roma                    | Attribuzione certa. |
|         | Cristo sul Monte degli Ulivi                      | 1604-1606  | Olio su tela                                    | 154 × 222 cm     | Perduto                                               | -                       | Attribuzione originariamente certa. Già al Kaiser Friedrich Museum di Berlino, andò distrutto durante i bombardamenti del 1945. |
|         | Ecce Homo                                         | 1605 circa | Olio su tela                                    | 128 × 103 cm     | Galleria di Palazzo Bianco                            | Genova                  | Attribuzione controversa. La critica si divide circa l'autografia della tela, soprattutto alla luce del rinvenimento nel 2021 della versione di Madrid. |
|         | San Girolamo in meditazione                       | 1605 circa | Olio su tela                                    | 118 × 81 cm      | Santa Maria de Montserrat                             | Monistrol de Montserrat | Attribuzione certa. |
|         | San Girolamo scrivente                            | 1605 circa | Olio su tela                                    | 112 × 157 cm     | Galleria Borghese                                     | Roma                    | Attribuzione certa. |
|         | San Francesco in meditazione                      | 1605       | Olio su tela                                    | 128 × 97 cm      | Galleria nazionale d'arte antica di Palazzo Barberini | Roma                    | Attribuzione tradizionalmente accettata. Una replica di attribuzione controversa è nella sacrestia della chiesa di Santa Maria Immacolata a via Veneto a Roma. |
|         | Madonna col Bambino e Sant'Anna                   | 1605       | Olio su tela                                    | 292 × 211 cm     | Galleria Borghese                                     | Roma                    | Attribuzione certa. |
|         | Maddalena addolorata                              | 1605-1606  | Olio su tela                                    | 112 × 92 cm      | Collezione privata                                    | Roma                    | Attribuzione in fase di valutazione a seguito di indagini e analisi effettuate in tempi recenti. |
|         | Sacra famiglia con san Giovannino                 | 1605-1606  | Olio su tela                                    | 116 × 94 cm      | Metropolitan Museum of Art                            | New York                | Attribuzione controversa. Il dipinto appartiene alla collezione privata di Otero Silva a Caracas ed è esposto in prestito permanente presso il MET di New York. |
|         | San Francesco in preghiera                        | 1605-1606  | Olio su tela                                    | 130 × 90 cm      | Museo civico Ala Ponzone, Cremona                     | Cremona                 | Attribuzione tradizionalmente accettata. |
|         | Cena in Emmaus                                    | 1606       | Olio su tela                                    | 141 × 175 cm     | Pinacoteca di Brera                                   | Milano                  | Attribuzione certa. |
|         | Maria Maddalena in estasi (Gregori)               | 1606       | Olio su tela                                    | 107 × 98 cm      | Collezione privata                                    | Roma                    | Attribuzione controversa. La critica valuta svariate copie, di cui quella citata a fianco costituisce una possibile autografia del pittore, di un soggetto non ancora rintracciato. |
|         | Maria Maddalena in estasi (Klain)                 | 1606       | Olio su tela                                    | 106,5 × 91 cm    | Collezione privata                                    | Roma                    | Attribuzione controversa. La critica valuta svariate copie, di cui quella citata a fianco costituisce una possibile autografia del pittore, di un soggetto non ancora rintracciato. |
|         | Sette opere di Misericordia                       | 1606-1607  | Olio su tela                                    | 390 × 260 cm     | Pio Monte della Misericordia                          | Napoli                  | Attribuzione certa. |
|         | Cristo alla colonna                               | 1606-1607  | Olio su tela                                    | 134,5 × 175,5 cm | Musée des beaux-arts                                  | Rouen                   | Attribuzione certa. |
|         | Madonna del Rosario                               | 1607       | Olio su tela                                    | 364 × 249 cm     | Kunsthistorisches Museum                              | Vienna                  | Attribuzione certa. |
|         | Giuditta e Oloferne                               | 1607       | Olio su tela                                    | 144 × 173 cm     | Collezione privata                                    | New York                | Attribuzione non condivisa. Parte della critica ritiene sia un'opera di Louis Finson. Si tratterebbe di una delle copie, a oggi quella qualitativamente più alta tra le note, di un originale non ancora rintracciato del pittore. Un'altra replica di minor qualità è presso la collezione Gallerie d'Italia di Napoli, già assegnata al Finson e oggi riconducibile probabilmente a un altro pittore locale. |
|         | Ecce Homo                                         | 1607       | Olio su tela                                    | 111 × 86 cm      | Collezione privata                                    | Madrid                  | Attribuzione controversa. Scoperto in una casa d'aste nel 2021, se vera l'autografia si tratterebbe dell'ultima opera rinvenuta del pittore. Il dipinto appartiene a una collezione privata inglese in Spagna. |
|         | Davide con la testa di Golia                      | 1607       | Olio su tavola                                  | 90,5 × 116 cm    | Kunsthistorisches Museum                              | Vienna                  | Attribuzione certa. |
|         | Salomè con la testa del Battista                  | 1607       | Olio su tela                                    | 91 × 106 cm      | National Gallery                                      | Londra                  | Attribuzione certa. |
|         | Crocifissione di sant'Andrea                      | 1607       | Olio su tela                                    | 202,5 × 152,7 cm | Cleveland Museum of Art                               | Cleveland               | Attribuzione certa. |
|         | Crocifissione di sant'Andrea (Back-Vega)          | 1607       | Olio su tela                                    | 198 × 147,5 cm   | Collezione privata                                    | Londra                  | Attribuzione controversa. Parte della critica ritiene che la tela sia una replica autografa del soggetto di Cleveland, un'altra parte la considera invece una copia coeva di buona qualità eseguita da un altro pittore caravaggesco. |
|         | San Sebastiano                                    | 1607       | Olio su tela                                    | 171 × 121 cm     | Collezione privata                                    | Roma                    | Attribuzione non condivisa. Secondo la critica si tratterebbe della migliore copia tra quelle note di un originale non ancora rintracciato del pittore. |
|         | Flagellazione di Cristo                           | 1607-1608  | Olio su tela                                    | 286 × 213 cm     | Museo nazionale di Capodimonte                        | Napoli                  | Attribuzione certa. |
|         | San Girolamo scrivente                            | 1608       | Olio su tela                                    | 117 × 157 cm     | Concattedrale di San Giovanni                         | La Valletta             | Attribuzione certa. |
|         | Ritratto di Alof de Wignacourt                    | 1608       | Olio su tela                                    | 195 × 134 cm     | Museo del Louvre                                      | Parigi                  | Attribuzione certa. |
|         | Decollazione di San Giovanni Battista             | 1608       | Olio su tela                                    | 361 × 520 cm     | Concattedrale di San Giovanni                         | La Valletta             | Attribuzione certa. Si tratta del dipinto di Caravaggio più grande per dimensioni, nonché l’unico esposto al pubblico che presenta la firma del pittore. |
|         | Il cavadenti                                      | 1608       | Olio su tela                                    | 195 × 140 cm     | Palazzo Pitti, Galleria Palatina                      | Firenze                 | Attribuzione tradizionalmente accettata. |
|         | Seppellimento di santa Lucia                      | 1608       | Olio su tela                                    | 408 × 300 cm     | Santuario di Santa Lucia al Sepolcro                  | Siracusa                | Attribuzione certa. |
|         | Amorino dormiente                                 | 1608-1609  | Olio su tela                                    | 72 × 105 cm      | Palazzo Pitti, Galleria Palatina                      | Firenze                 | Attribuzione certa. |
|         | Ritratto di Fra Antonio Martelli                  | 1608-1609  | Olio su tela                                    | 118,5 × 95 cm    | Palazzo Pitti, Galleria Palatina                      | Firenze                 | Attribuzione tradizionalmente accettata. |
|         | Annunciazione                                     | 1609 circa | Olio su tela                                    | 285 × 205 cm     | Musée des Beaux-Arts                                  | Nancy                   | Attribuzione certa. Tuttavia è considerato non pienamente autografo a causa anche del cattivo stato di conservazione: secondo una parte della critica sarebbe stato addirittura lasciato incompiuto e poi terminato da un pittore della sua cerchia. |
|         | Resurrezione di Lazzaro                           | 1609       | Olio su tela                                    | 380 × 275 cm     | Museo regionale                                       | Messina                 | Attribuzione certa. |
|         | Adorazione dei pastori                            | 1609       | Olio su tela                                    | 314 × 211 cm     | Museo regionale                                       | Messina                 | Attribuzione certa. |
|         | Salomè con la testa del Battista                  | 1609       | Olio su tela                                    | 116 × 140 cm     | Palazzo reale                                         | Madrid                  | Attribuzione certa. |
|         | Negazione di san Pietro                           | 1609-1610  | Olio su tela                                    | 94 × 125 cm      | Metropolitan Museum of Art                            | New York                | Attribuzione certa. |
|         | Davide con la testa di Golia                      | 1609-1610  | Olio su tela                                    | 125 × 101 cm     | Galleria Borghese                                     | Roma                    | Attribuzione certa. |
|         | San Giovanni Battista disteso                     | 1610       | Olio su tela                                    | 106 × 179.5 cm   | Collezione privata                                    | Monaco                  | Attribuzione non condivisa. Parte della critica ritiene sia un'opera di un non identificato caravaggesco napoletano. |
|         | San Giovanni Battista                             | 1610       | Olio su tela                                    | 159 × 124 cm     | Galleria Borghese                                     | Roma                    | Attribuzione certa. |
|         | Martirio di sant'Orsola                           | 1610       | Olio su tela                                    | 143 × 180 cm     | Gallerie d'Italia                                     | Napoli                  | Attribuzione certa. Ultima opera del Caravaggio. |